# Улица Сулевимяги
Улица Су́левимяги (эст. Sulevimägi, гора Сулева) — короткая (94 метра) тупиковая улица в историческом районе Старый город Таллина (Эстония), идёт от улицы Олевимяги. Имеет колено, выходящее на улицу Пикк между домами 48 и 50.

## История
Современное название получила 10 апреля 1935 года, название связано с холмом Сулевимяги (гора Сулева, Сулев — один из героев эстонского эпоса Калевипоэг, сын эстонского мифологического богатыря-великана Калевипоэга).
В своей истории улица неоднократно меняла названия: de Iseren Doer (1471), tor Iseren Doren (1481), de Iseren Dore (1529), auf Thabor (1599), auf dem Taborsberge (XVII век), Brockussackgasse (XVIII век), Kleine Strandstraße (XVIII век), Kleiner Brockusberg, Kleiner Brokusberg (1907), Väike Brookusmägi (1921), Väike Brokusmägi (1923), Väike Brokusmäe (1935), а также Väike- и Suur-Brokusmäe. Распространенное наименование улицы в XVIII—XIX веках (в русском переводе) — Брокусова гора — связано с местным домовладельцем, ольдерменом Вольмаром Брокхузеном (нем. Wolmar Brockhusen)
У холма Сулевимяги находился двор русских купцов и православная церковь Св. Николая в Таллине (не сохранилась, впервые упоминается в 1371 году)

## Застройка
Дом 2 — архитектор Кристоф-Август Габлер. Принадлежит медиамагнату Хансу Луйку.
Крепостная башня у бывшей русской церкви (не сохранилась).